# Johannische Kirche (Berlin-Kaulsdorf)

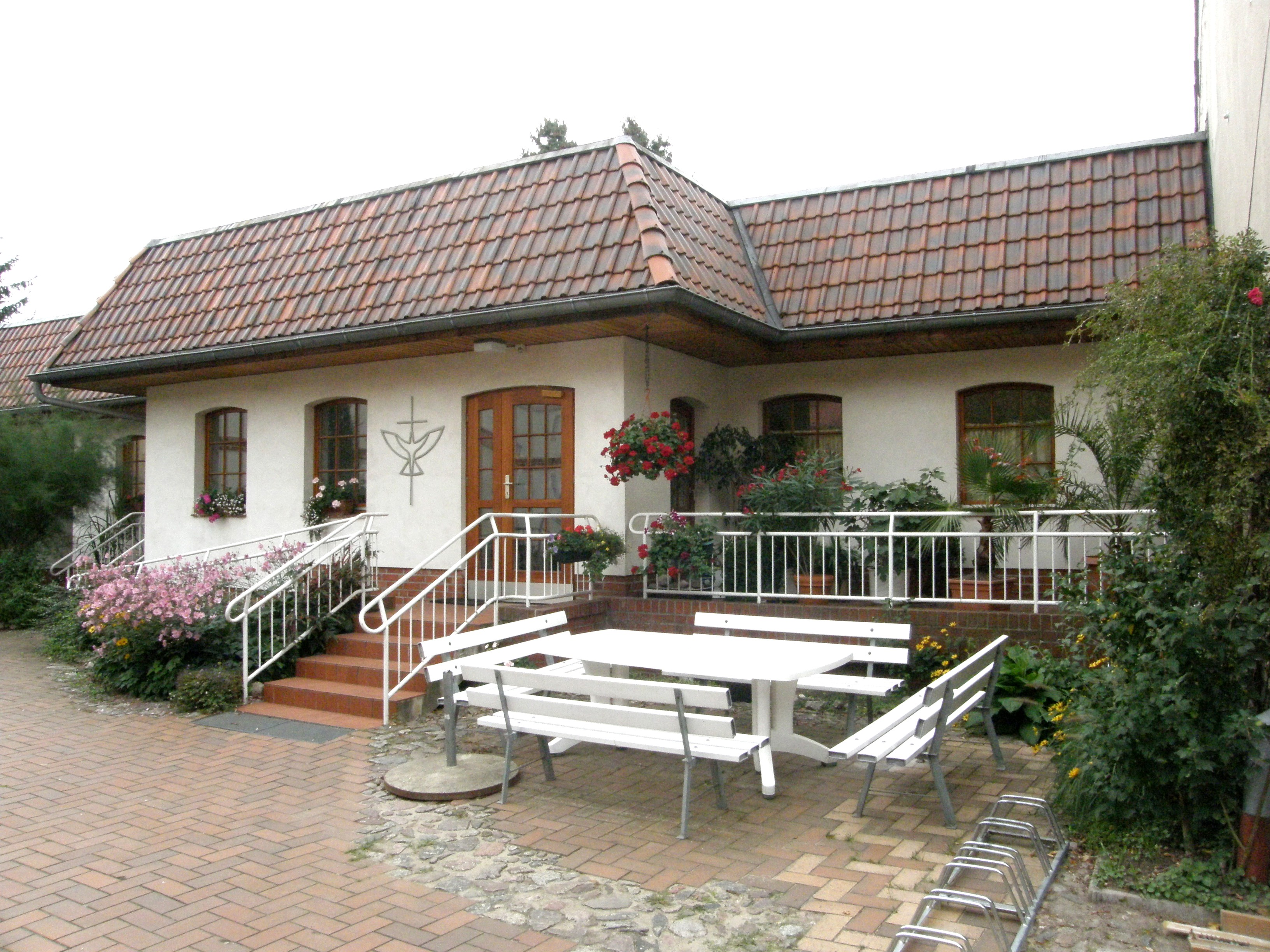
Johannische Kirche Kaulsdorf

Die Johannische Kirche, eingeweiht am 3. November 1991, steht in der Dorfstraße 2 im Berliner Ortsteil Kaulsdorf des heutigen Bezirks Marzahn-Hellersdorf und befindet sich unter Denkmalschutz.

## Geschichte
In den Entstehungs- und Wachstumsjahren der Johannischen Kirche entstanden in Berlin und naher Umgebung seit 1923 fast 40 Gemeinden. 1988 konnte die Johannische Kirche in Berlin-Kaulsdorf einen Bauernhof erwerben. Auf dem Grundstück standen ein Wohngebäude und mehrere Wirtschaftsgebäude. Das ehemalige Bauerngehöft sollte zum Ost-Berliner Gemeindezentrum umgebaut werden, ähnlich dem Michaels-Heim in West-Berlin. Der Fall der Mauer und die Wiedervereinigung brachten jedoch eine Änderung dieser Pläne mit sich, so dass für die Ost-Berliner Gemeinden ein Kirchenzentrum in deutlich kleinerem Umfang als zuvor geplant gebaut werden sollte. Der erste Spatenstich hierfür war im Frühling 1990.
Die Gemeinde entstand 1993 durch die Zusammenlegung der beiden ehemaligen Ost-Berliner Gemeinden Prenzlauer Berg und Lichtenberg. Die beiden Gemeinden bekamen damit zum ersten Mal in ihrer Geschichte ein eigenes Gemeindezentrum und damit eigene Räume für Gottesdienste und das Gemeindeleben. Zuvor waren die Vorgängergemeinden immer in Schulen, Gaststätten oder auch Kinosälen zu Gast oder hatten gemietete Räume ausgebaut und genutzt.

## Baubeschreibung
In einem neu errichteten Anbau befindet sich unter anderem der schlichte Andachtsraum. Am 3. November 1991 fand der erste Gottesdienst statt. In ihm steht neben dem Altar eine große Büste des Kirchengründers Joseph Weißenberg, dessen Enkelin heute die Kirche führt. Das zum Bauernhof gehörende Wohnhaus wurde saniert und es entstanden wieder Wohnungen im Dachgeschoss, die nach dem Krieg nicht mehr genutzt werden konnten. Durch Ausbau des Kellers im alten Wohnhaus entstanden dort eine kleine Bauernstube, eine Küche sowie sanitäre Anlagen.